# Carl Frederik Grove (ingénieur)
Pour les articles homonymes, voir Carl Frederik Grove.
Carl Frederik Grove, né le 26 décembre 1822 à Copenhague et mort dans la même ville le 26 janvier 1883, était un ingénieur des phares danois, frère d’Emanuel Rasmus et de Hans Herman Grove.

## Carrière
Grove était le fils de Johan Christian Grove (1789-1834), capitaine dans la marine, et de Wenniche b. Garmann (1792-1849) et le petit-fils d’Emanuel Rasmus Grove. En 1844, il obtint un diplôme en sciences appliquées. Après un voyage d'études à l’étranger, il fut employé à l’usine de tissage de voiles de la marine au chantier naval de la marine.
Au grade de sous-lieutenant, il participe à la Première guerre de Schleswig de 1848-1849 dans la réserve de l’infanterie. En 1852, il est nommé inspecteur et ingénieur du Service des phares, poste qu’il occupe jusqu’à sa mort le 26 janvier 1883. Sous sa direction, le service des phares du Danemark a connu une grande expansion et une amélioration, ce qui a permis à cette institution de se mettre au même niveau que celle d’autres pays.
Il a ainsi conçu 13 nouveaux phares, parmi lesquels les plus importants sont les phares de Hirtshals (1863), de Bovbjerg (1877), de Dueodde et de Nordre Røse, et a converti autant d’anciens phares miroirs en phares à lentilles, en même temps qu’il a construit 9 stations de cornes de brume.
De plus, en dehors du Service des phares, il développe une activité non négligeable d’ingénieur en génie hydraulique. Il fut ainsi membre de la Commission de protection du littoral du Jutland, à laquelle il participa activement, il construisit le port de Hesseæs et divers brise-lames sur Falster, ainsi que l’agrandissement et la reconstruction du port de Bandholm.
De 1877 à 1882, il fut membre du conseil municipal de Copenhague, où il prit part à la gestion des questions portuaires. En 1851, il publie Hørrens Produktion, Fabrikation og Turnover, une publication primée par l’Académie royale danoise des sciences et des lettres.
En 1855, Grove épousa Cecilie Hermandine Johnson (1837-1909), fille du consul P. Johnson à Rønne. Il fut fait chevalier de l'ordre de Dannebrog en 1862 et homme de Dannebrog en 1877. Grove est enterré au cimetière Holmen.

## Distinctions
- Chevalier de l’Ordre de Dannebrog (1862)
- Ordre de la Médaille d’honneur du Dannebrog (1877)